# Arcane (Reverdy)
Pour les articles homonymes, voir Arcane (homonymie).
Arcane est une œuvre de musique de chambre de la compositrice française Michèle Reverdy écrite en 1979.

## Contexte et création
Michèle Reverdy compose Arcane en 1979 pour clarinette, violon , violoncelle, piano et percussions. C'est une commande de Jesus Villa-Rojo et dédiée au Laboratorio de Interpretacion Musical. L'œuvre est créée le 20 mars 1980 à l'Institut français de Madrid.